# Двірець (Житомирський район)
Двіре́ць — село в Україні, у Новогуйвинській селищній територіальній громаді Житомирського району Житомирської області. Населення становить 534 осіб (2001).

## Історія
Село є на картах 16 століття.
У 1906 році — село Троянівської волості Житомирського повіту Волинської губернії. Відстань від повітового міста 13 верст, від волості 7. Дворів 90, мешканців 442.
У 1923—58 роках — адміністративний центр Двірецької сільської ради Троянівського та Житомирського районів.
12 червня 2020 року, відповідно до розпорядження Кабінету Міністрів України № 711-р «Про визначення адміністративних центрів та затвердження територій територіальних громад Житомирської області», територію та населені пункти Сінгурівської сільської ради включено до складу Новогуйвинської селищної територіальної громади Житомирського району Житомирської області.
19 липня 2020 року, в результаті адміністративно-територіальної реформи та ліквідації Житомирського району (1939—2020), село увійшло до складу новоутвореного Житомирського району.

## Населення

### Мова
Розподіл населення за рідною мовою за даними перепису 2001 року:
| Мова       | Відсоток |
| ---------- | -------- |
| українська | 99,44 %  |
| російська  | 0,56 %   |

## Відомі люди
- Пуздрач Семен Данилович (1847–1929) — український народний оповідач, гуморист, казкар.
- Гресь Світлана Миколаївна (* 1975) — українська письменниця.